# Nikolaï Korotkov
Pour les articles homonymes, voir Korotkov.
Nikolaï Sergueïevitch Korotkov (en russe : Николай Сергеевич Коротков) est un médecin russe, pionnier de la chirurgie vasculaire, né le 13 février 1874 à Koursk (Russie) et mort le 14 mars 1920 à Petrograd (République socialiste fédérative soviétique de Russie, Union soviétique).

## Biographie
Né dans une famille de marchands, Nikolaï Korotkov fit ses études à Koursk puis entra à la faculté de médecine de l'université impériale de Kharkov en 1893, et ensuite à l'université d'État de Moscou en 1895. Il en sortit en 1898, avec les honneurs.
Après avoir été interne à Moscou, il partit faire son service militaire en 1900 en Extrême-Orient, et notamment en Chine lors de la révolte des Boxers. Entré dans la Croix-Rouge, il parcourut la Sibérie, Ceylan, le Japon, et Singapour, avant de revenir à Moscou. Il fut décoré de l'ordre de Sainte-Anne pour son aide aux soldats blessés. Il se lança dans la recherche, et traduisit le Die Chirurgische Diagnostik d'Eduard Albert. Il entra en 1903 à l'Académie de Médecine militaire à Saint-Pétersbourg comme assistant-chirurgien. Pendant la guerre russo-japonaise, il fut chirurgien principal d'une des sections de la Croix-Rouge, à Kharbine, où il commença à s'intéresser à la chirurgie vasculaire.
Revenu à Saint-Pétersbourg en avril 1905, il travailla sur sa thèse de doctorat, mais acquit la célébrité pour sa présentation de sa méthode de mesure de la pression sanguine à l'Académie de médecine impériale. Il obtint le titre de docteur en 1910. Il devint ensuite chirurgien dans les mines d'or de Lensk. Pendant la Première Guerre mondiale, il fut affecté aux services d'aide aux invalides à Tsarskoïe Selo.
Après la révolution d'Octobre, il devint médecin en chef de l'hôpital Metchnikov de Pétrograd jusqu'à sa mort en 1920.
Il est enterré au cimetière Bogoslovskoïe de Saint-Pétersbourg.

## Travaux

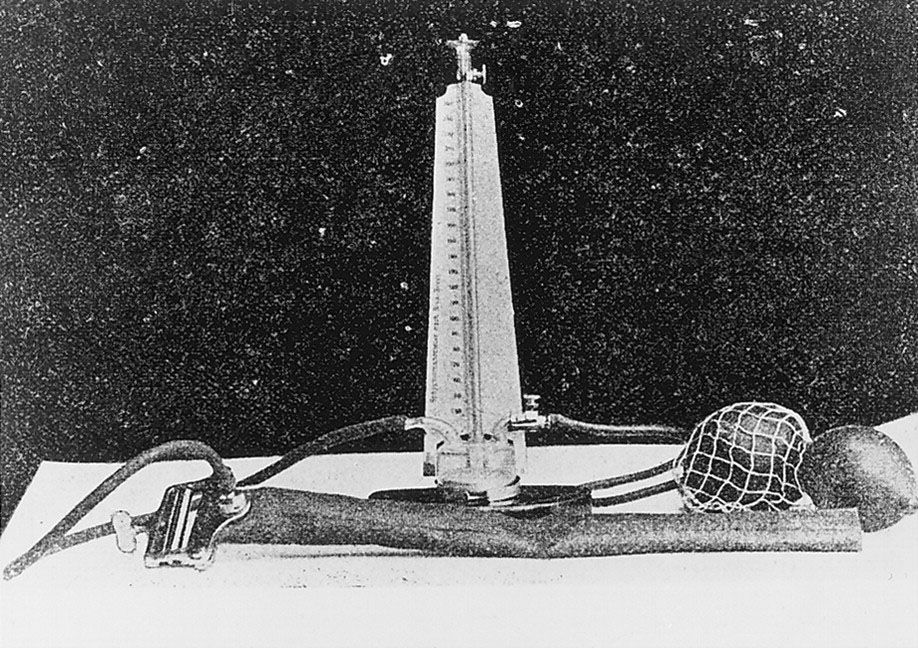
Sphygmomanomètre à mercure ayant appartenu à Nikolaï Korotkov.

En 1896, Scipione Riva-Rocci invente un sphygmomanomètre sensible à la pression artérielle. Ce tensiomètre sera repris en 1905, par Nikolaï Korotkov qui y ajoute l’utilisation d’un stéthoscope sur l’artère brachiale, ce qui permet d’entendre des bruits beaucoup plus précis (bruits de Korotkoff). Victor Pachon y rajoutera, lui, un oscillomètre, ce qui permet de mesurer la tension artérielle sans stéthoscope.